# Nissan Almera
Der Nissan Almera ist ein von Sommer 1995 bis Herbst 2006 und wieder seit 2011 gebautes Pkw-Modell der Kompaktklasse des japanischen Autoherstellers Nissan.
Der Almera N15 (in Japan und anderswo als Nissan Pulsar, Lucino, Bluebird Sylphy und Sentra angeboten) war auf den europäischen Märkten der Nachfolger des Nissan Sunny und konkurrierte damit beispielsweise mit VW Golf, Opel Astra, Ford Focus, Toyota Corolla und Renault Mégane.
Für den Almera stehen Motorisierungen von 75 bis 143 PS zur Verfügung. Die Produktion des N16 wurde im Herbst 2006 für die Hauptmärkte eingestellt. Nachfolger ist der Nissan Tiida.
In Mittel- und Südamerika und in Ländern des Mittleren Ostens wurde die viertürige Stufenheckausführung des zweiten Almera weiterhin mit 1,6- sowie 1,8-Liter-Motor angeboten. Allerdings wurde das Fahrzeug zum Teil unter der Bezeichnung Almera und teils als Sunny angeboten, in manchen Fällen auch in der im Herbst 2002 überarbeiteten Ausführung.
Im Oktober 2011 brachte Nissan ein überarbeitetes Modell des Latio als Almera in Thailand auf den Markt.

## Almera (N15, 1995–2000)
| Sterne im Euro-NCAP-Crashtest |

Der Nissan Almera (Typ N15) kam im Juli 1995 auf den Markt. Er wurde als drei- bzw. fünftüriges Fließheck sowie als viertüriges Stufenheck angeboten.
Die Kompaktlenker-Hinterachse wurde mit dem Almera N15 eingeführt und sollte für eine optimale Straßenlage sorgen, vor allem beim starken Bremsen in Kurven. Moderne DOHC-Vierventil-Motoren gehören ebenfalls zum Repertoire dieses Fahrzeuges.
Er verfügte außerdem serienmäßig über Fahrer- und Beifahrerairbags, Servolenkung, elektronische Wegfahrsperre und weitere elektronische Helfer (siehe Auflistung).
Modelle mit den jeweiligen zusätzlichen Ausstattungen neben der Serienausstattung:
S (GA14DE)
- Serienausstattung

LX/GX (GA14DE oder CD20, auch als Stufenheck)
Zusätzliche Ausstattung zu S:
- Zentralverriegelung

SLX (GA16DE, auch als Stufenheck)
Zusätzliche Ausstattung zu LX/GX:
- höhenverstellbarer Fahrersitz, E-Fenster, E-Spiegel

SR (GA16DE)
Zusätzliche Ausstattung zu SLX:
- ABS, Nebelscheinwerfer, Dachspoiler, Sportsitze

GTi (SR20DE)
Zusätzliche Ausstattung zu SR:
- Alufelgen, Klimaanlage, Spoilerlippe, ABS, Domstreben vorn und hinten

Sportline (auf 100 Stück limitierte GTI-Version / nur in schwarz oder rot erhältlich)
GTI (SR20DE)
Zusätzliche Ausstattung zu GTI:
- Eibach-Tieferlegung (30 mm), Edelstahlauspuffblende, Edelstahleinstiegsleisten, Alu-Schaltknauf und Pedale, Schriftzug an der Heckklappe, dem Handschuhfach und unter den Seitenblinkern, OZ F1 Racing 7,5x16" mit 215er Pneus

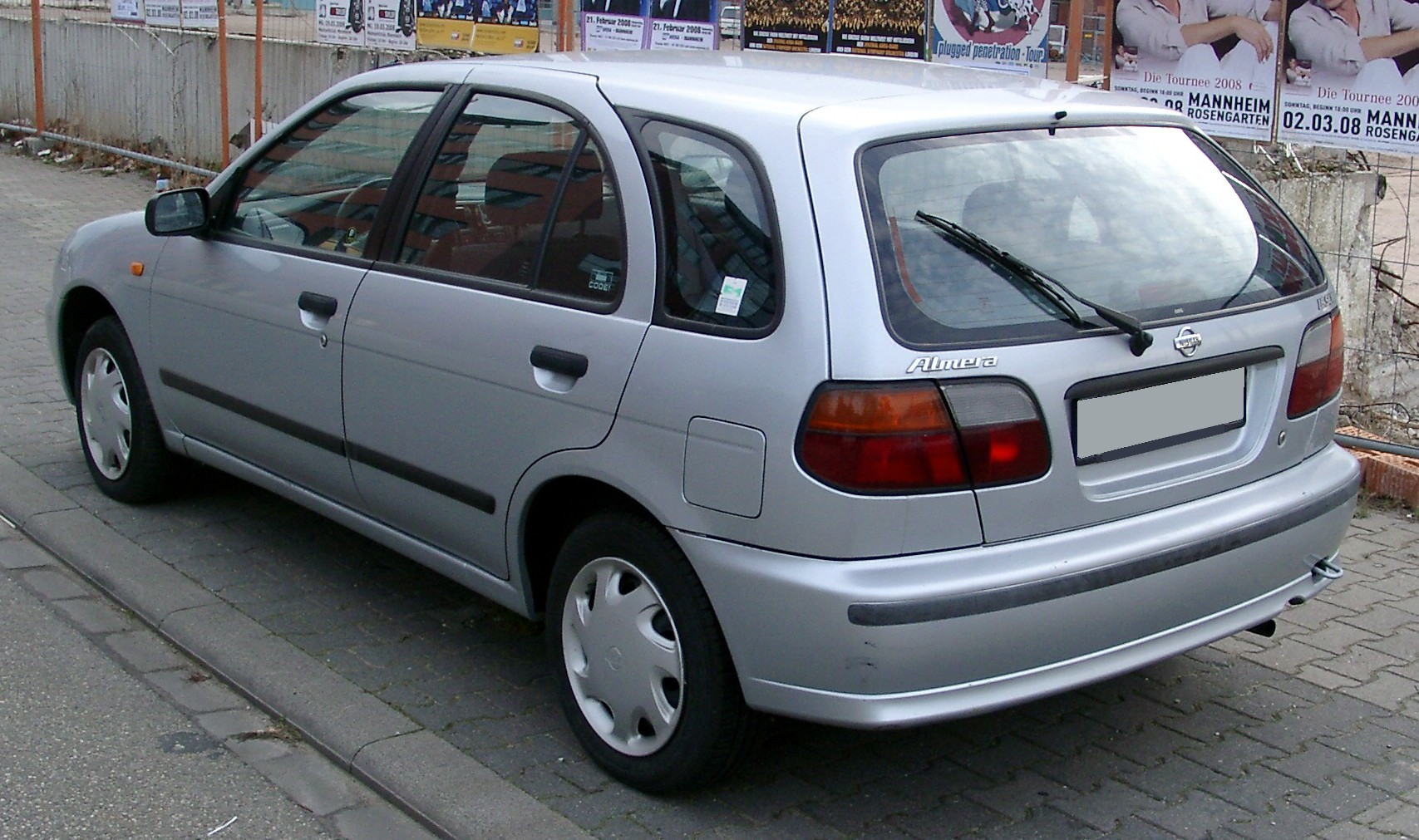
Heckansicht
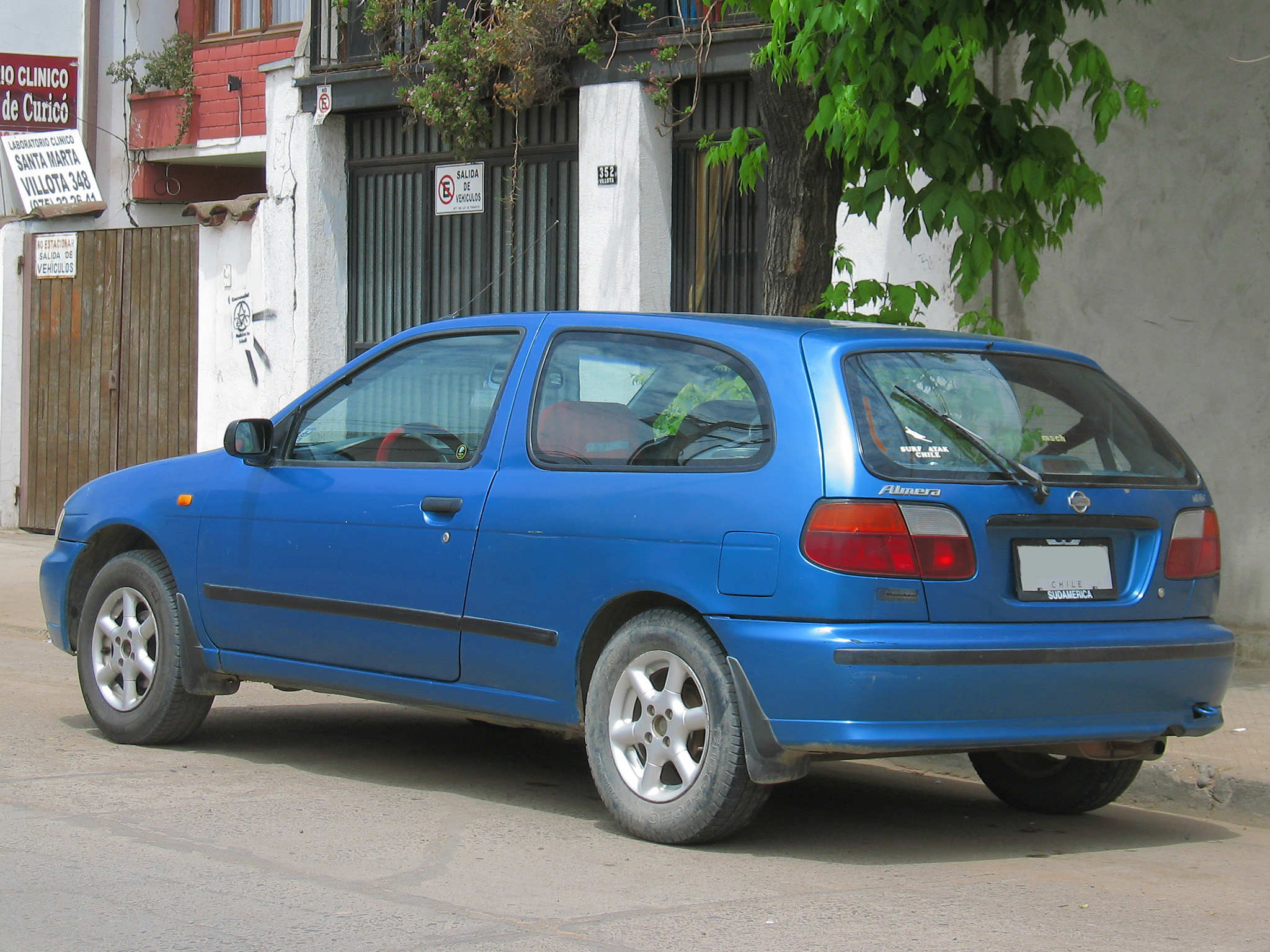
Nissan Almera Dreitürer (1995–1998)
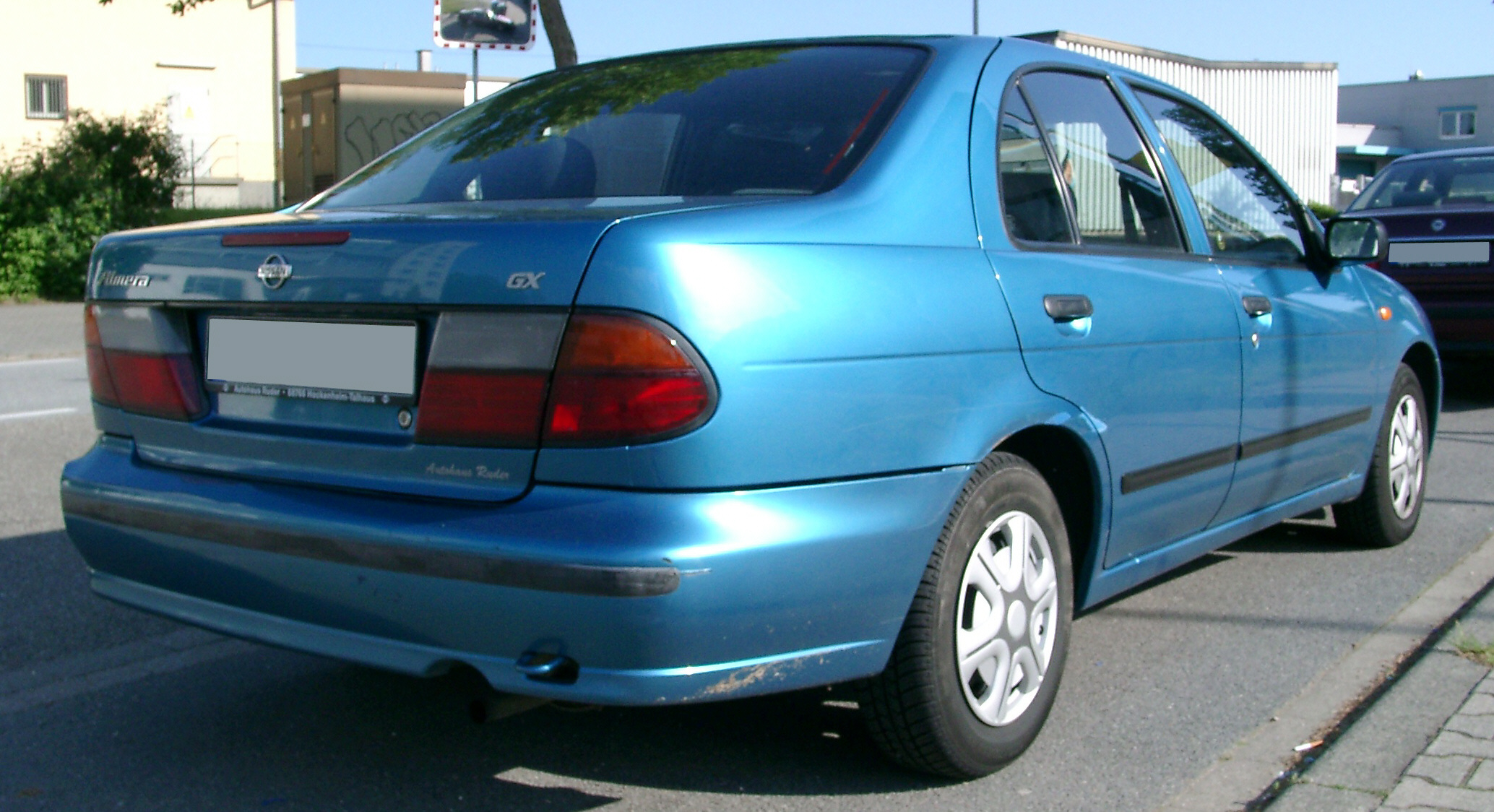
Nissan Almera Stufenheck (1995–1998)
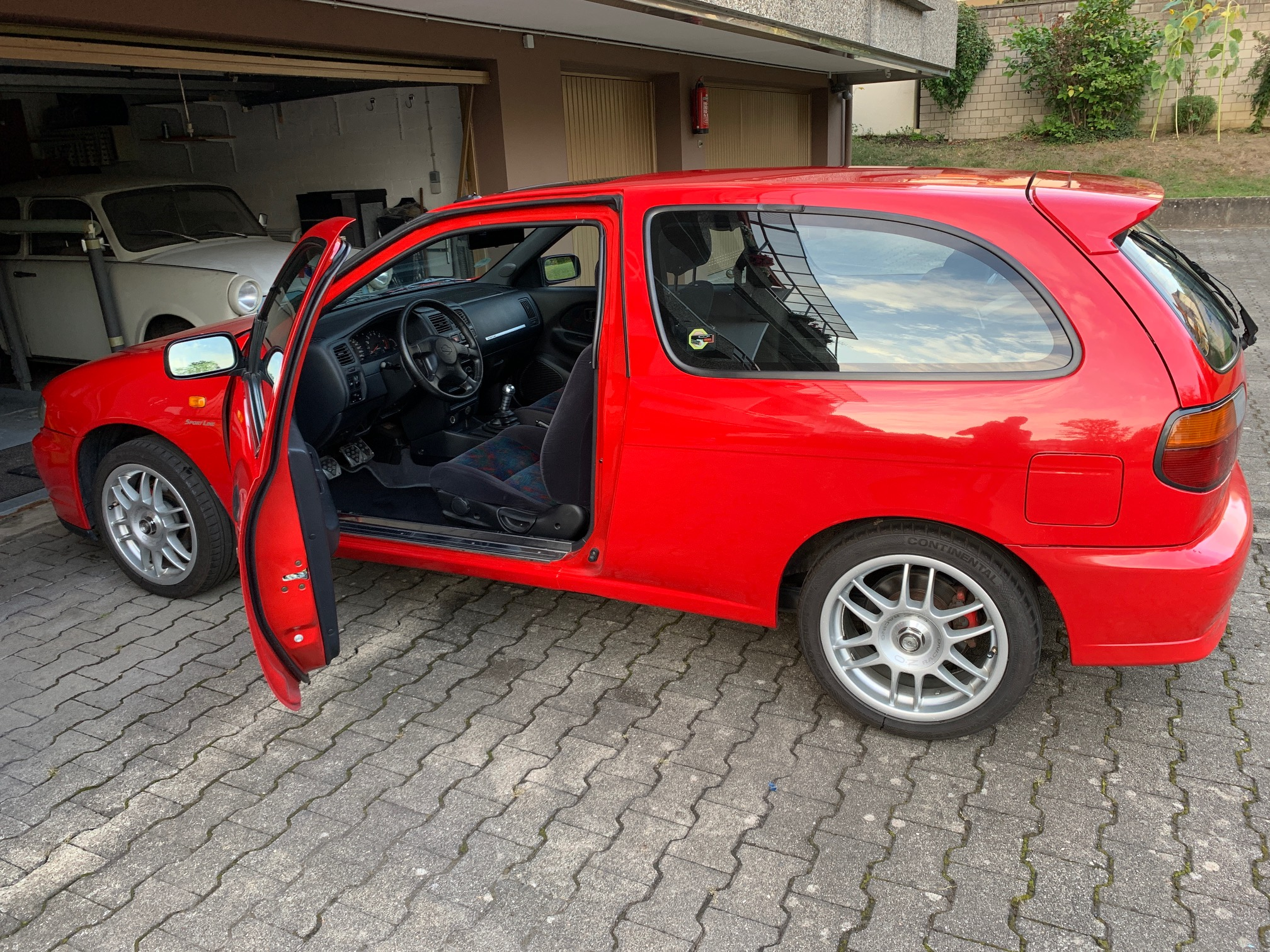
Nissan Almera GTI Sportline (1998)

### Modellpflege
Mit der Überarbeitung im März 1998 sind ABS und Seitenairbags zur Serienausstattung hinzugekommen. Der Kühlergrill, Scheinwerfer, Rücklichter und die Frontschürze wurden verändert, um das Auto optisch aufzuwerten.
Die Serienausstattung umfasste nun auch ABS und vier Airbags, Klarglasscheinwerfer und -blinker sowie geänderte Rückleuchten, eine Dämmmatte an der Motorhaube, weiße Tachoinstrumente und elektrische verstellbare Spiegel, deren Gehäuse nun in Wagenfarbe lackiert war.
Modelle mit den jeweiligen zusätzlichen Ausstattungen neben der Serienausstattung:
Motion (GA14DE)
Zusätzliche Ausstattung:
- Zentralverriegelung, E-Spiegel, Dachspoiler, Sportsitze, höhenverstellbarer Fahrersitz

Competence (GA14DE und CD20, auch als Stufenheck)
Zusätzliche Ausstattung zu Motion:
- Zentralverriegelung mit Funkfernbedienung, Klimaanlage

Ambiente (GA16DE, auch als Stufenheck)
Zusätzliche Ausstattung zu Competence:
- Alufelgen

Emotion (GA16DE)
Zusätzliche Ausstattung zu Ambiente:
- Nebelscheinwerfer

GTi (später TopSport) (SR20DE)
Zusätzliche Ausstattung zu Emotion:
- E-Schiebedach, Spoilerlippe, schwarze Scheinwerfer, schwarze Blinker

Im März 2000 wurde die Produktion des Almera Schrägheck eingestellt, der Stufenhecklimousine lief Juli 2000 aus.

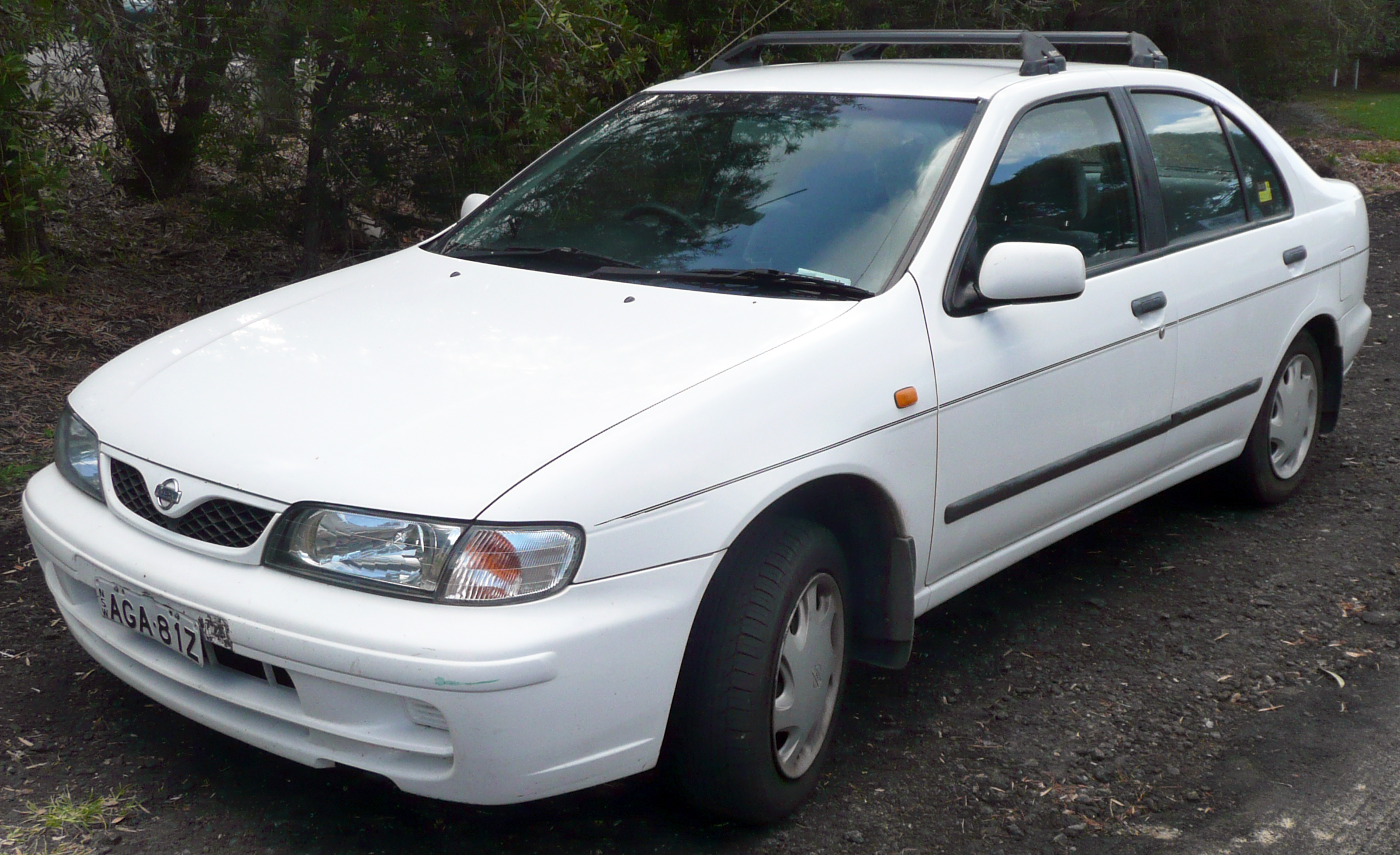
Nissan Almera Stufenheck (1998–2000)
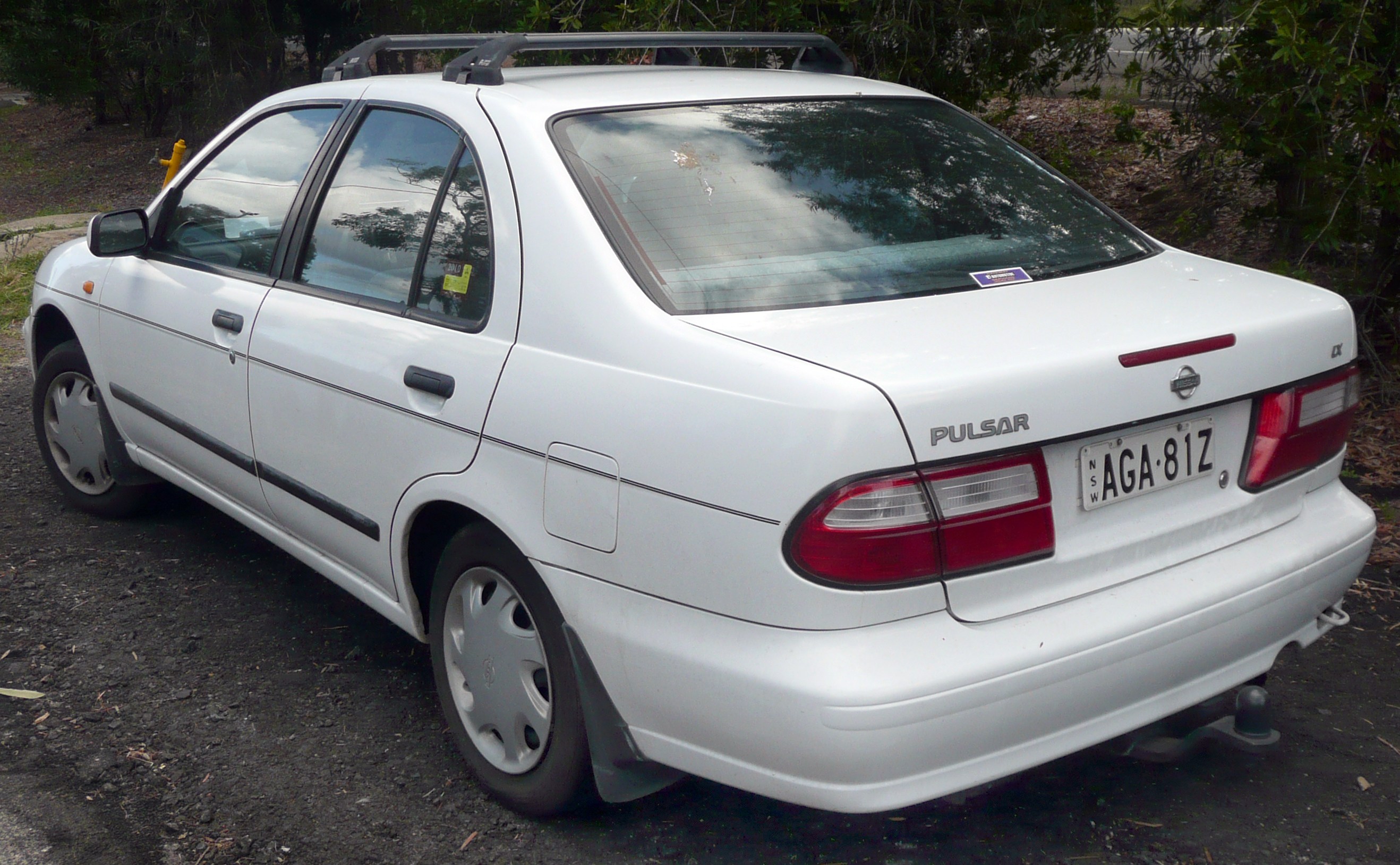
Heckansicht
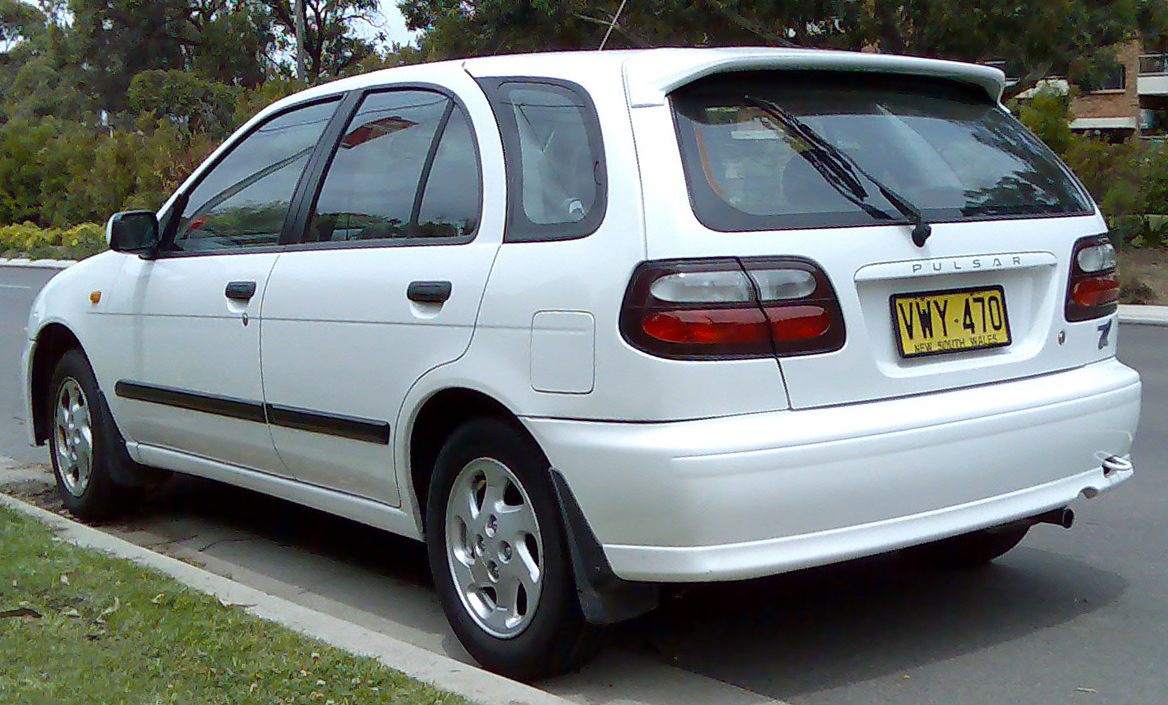
Nissan Almera Fünftürer (1998–2000)
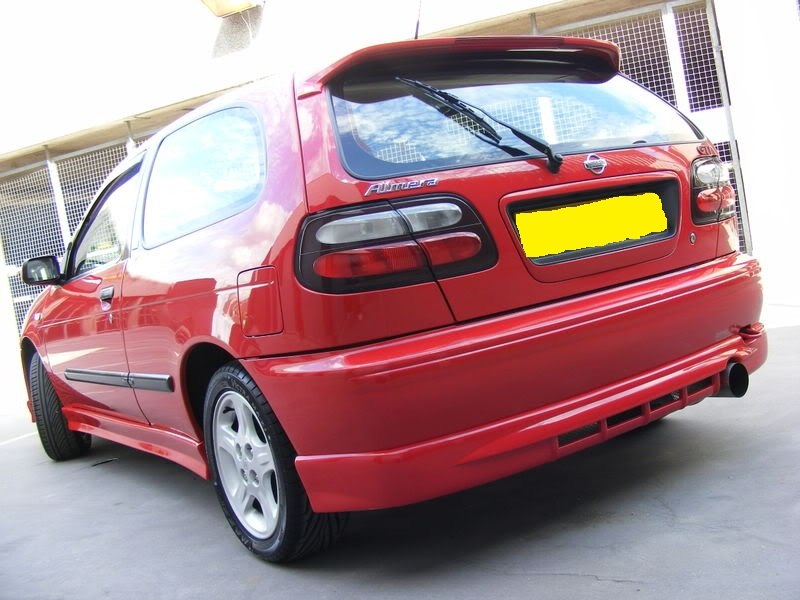
Nissan Almera GTi (1999)

### Technische Daten
|                                             | 1.4                   | 1.4                           | 1.6                        | 1.6                           | 2.0 GTi/TopSport      | 2.0 D                      |                       |
| Bauzeitraum                                 | 07/1995–07/2000       | 07/1995–07/2000               | 07/1995–07/2000            | 07/1995–07/2000               | 07/1996–03/2000       | 11/1995–07/2000            |                       |
| Motorkenndaten                              |                       |                               |                            |                               |                       |                            |                       |
| Motorkennung                                | GA14DE                | GA14DE                        | GA16DE                     | GA16DE                        | SR20DE                | CD20                       |                       |
| Motortyp                                    | R4-Ottomotor          | R4-Ottomotor                  | R4-Ottomotor               | R4-Ottomotor                  | R4-Ottomotor          | R4-Dieselmotor             |                       |
| Anzahl Ventile pro Zylinder                 | 4                     | 4                             | 4                          | 4                             | 4                     | 2                          |                       |
| Ventilsteuerung                             | DOHC, Kette           | DOHC, Kette                   | DOHC, Kette                | DOHC, Kette                   | DOHC, Kette           | OHC, Zahnriemen            |                       |
| Gemischaufbereitung                         | Saugrohreinspritzung  | Saugrohreinspritzung          | Saugrohreinspritzung       | Saugrohreinspritzung          | Saugrohreinspritzung  | Wirbelkammer- einspritzung |                       |
| Motoraufladung                              | –                     | –                             | –                          | –                             | –                     | –                          |                       |
| Kühlung                                     | Wasserkühlung         | Wasserkühlung                 | Wasserkühlung              | Wasserkühlung                 | Wasserkühlung         | Wasserkühlung              |                       |
| Bohrung × Hub                               | 73,6 mm × 81,8 mm     | 73,6 mm × 81,8 mm             | 76,0 mm × 88,0 mm          | 76,0 mm × 88,0 mm             | 86,0 mm × 86,0 mm     | 84,5 mm × 88,0 mm          |                       |
| Hubraum                                     | 1392 cm³              | 1392 cm³                      | 1597 cm³                   | 1597 cm³                      | 1998 cm³              | 1974 cm³                   |                       |
| Verdichtungsverhältnis                      | 9,5:1                 | 9,5:1                         | 9,8:1                      | 9,8:1                         | 10,0:1                | 22,2:1                     |                       |
| max. Leistung bei min−1                     | 55 kW (75 PS) /6000   | 64 kW (87 PS) /6000           | 66 kW (90 PS) /6000        | 73 kW (99 PS) /6000           | 105 kW (143 PS) /6400 | 55 kW (75 PS) /4800        |                       |
| max. Drehmoment bei min−1                   | 116 Nm /4000          | 116 Nm /4000                  | 135 Nm /4000               | 136 Nm /4000                  | 178 Nm /4800          | 132 Nm /2800               |                       |
| Kraftübertragung                            |                       |                               |                            |                               |                       |                            |                       |
| Antrieb                                     | Vorderradantrieb      | Vorderradantrieb              | Vorderradantrieb           | Vorderradantrieb              | Vorderradantrieb      | Vorderradantrieb           | Vorderradantrieb      |
| Getriebe, serienmäßig                       | 5-Gang-Schaltgetriebe | 5-Gang-Schaltgetriebe         | 5-Gang-Schaltgetriebe      | 5-Gang-Schaltgetriebe         | 5-Gang-Schaltgetriebe | 5-Gang-Schaltgetriebe      | 5-Gang-Schaltgetriebe |
| Getriebe, optional                          | –                     | –                             | 4-Stufen-Automatikgetriebe | 4-Stufen-Automatikgetriebe    | –                     | –                          |                       |
| Messwerte                                   |                       |                               |                            |                               |                       |                            |                       |
| Höchstgeschwindigkeit                       | 169 km/h              | 172 km/h                      | 178 km/h                   | 180 km/h (168 km/h)           | 210 km/h              | 156 km/h                   |                       |
| Beschleunigung, 0–100 km/h                  | 12,8 s                | 12,6 s                        | 11,1 s                     | 11,0 s (12,9 s)               | 8,2 s                 | 16,8 s                     |                       |
| Kraftstoffverbrauch auf 100 km (kombiniert) | 7,0 l S               | 6,6 l S                       | 7,3 l S                    | 7,2 l S (7,4 l S)             | 8,0 l S               | 6,2 l D                    |                       |
| Bemerkungen                                 |                       |                               |                            |                               |                       |                            |                       |
|                                             |                       | nicht auf dem deutschen Markt |                            | nicht auf dem deutschen Markt |                       |                            |                       |

- Die Verfügbarkeit der Motoren war von Modell, Ausstattung und Markt abhängig.

1. ↑  Werte in runden Klammern „( )“ für Automatikgetriebe

## Almera (N16, 2000–2006)
| Sterne im Euro-NCAP-Crashtest |

Im März 2000 erschien die zweite Generation (Typ N16) des Almera. Zunächst stand sie als drei- und fünftüriges Fließheck zur Verfügung. Im Juli folgte die konservative Stufenhecklimousine.
Neu in der Palette hingegen war der ebenfalls ab Juli 2000 erhältliche Kompaktvan, der als Almera Tino verkauft wurde.
Es standen Ottomotoren mit 1497 cm³ Hubraum und 66 kW (90 PS; später 72 kW (98 PS)) Leistung oder 1769 cm³ und 84 kW (114 PS; später 85 kW (115 PS)) (auch in Verbindung mit einer harmonischen 4-Stufen-Automatik), sowie Dieselmotoren mit 1461 cm³ und 60 kW (82 PS) oder 2184 cm³ und 81 kW (110 PS; später 82 kW (112 PS) bzw. 100 kW (136 PS)) zur Wahl.

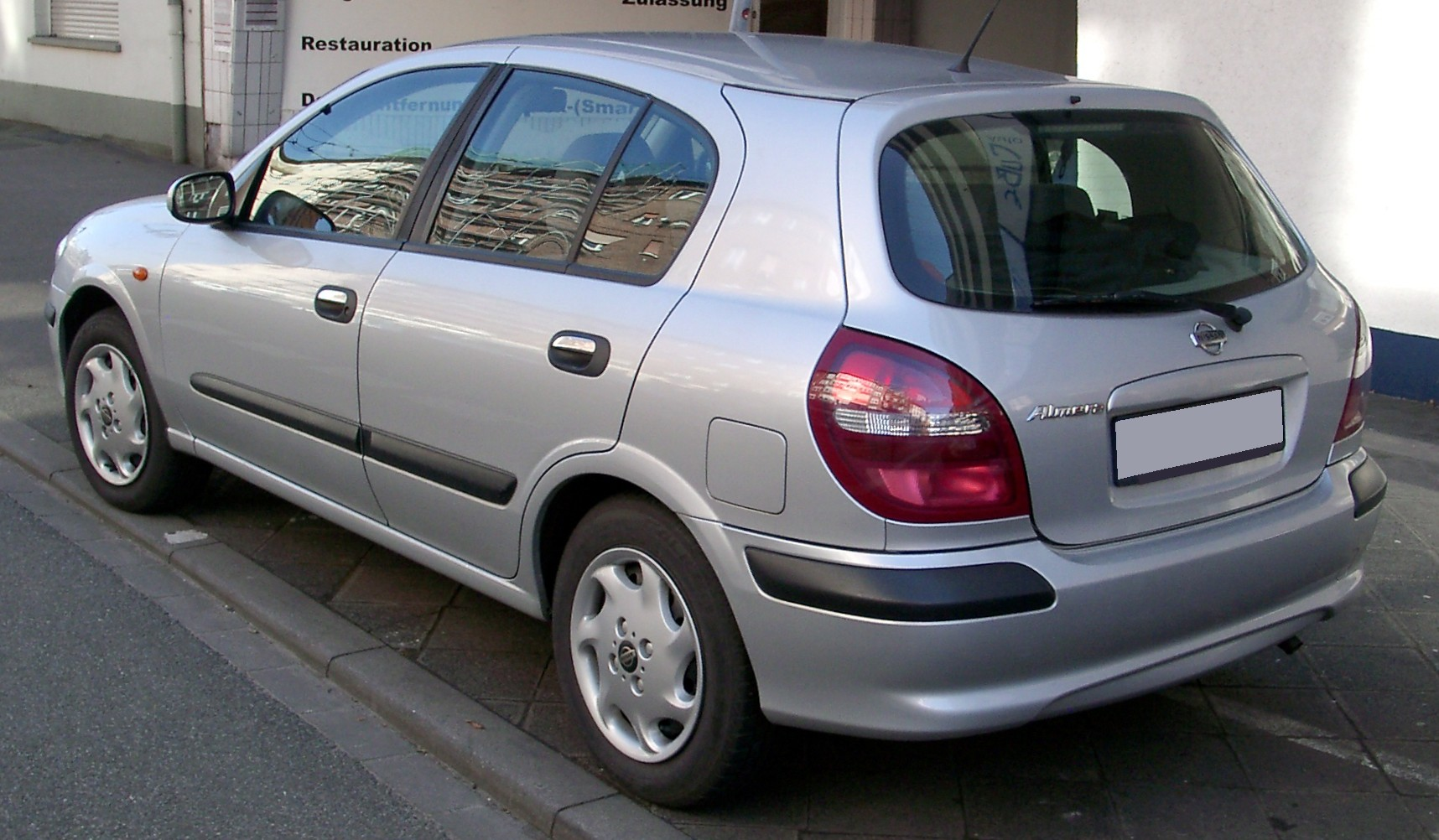
Heckansicht
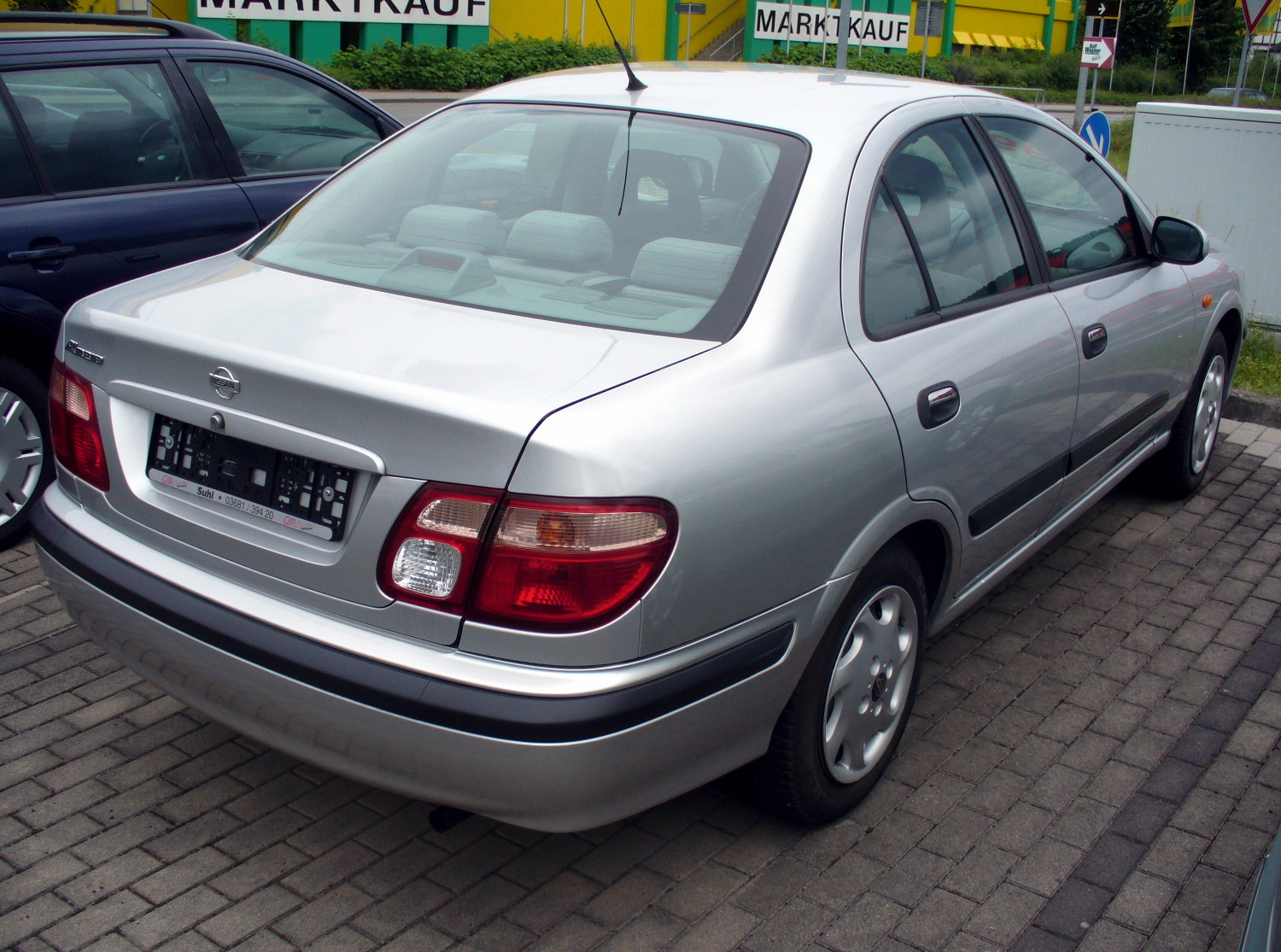
Nissan Almera Stufenheck (2000–2002)

### Modellpflege
Im Oktober 2002 wurde der Almera einer Überarbeitung an der Optik sowie der Technik unterzogen. Außerdem wurden neue Diesel von Renault eingeführt, die mehr Leistung durch Direkteinspritzung vorweisen konnten. Das Stufenheck wurde in Deutschland vom Markt genommen, was auf die zuletzt geringer werdende Nachfrage zurückzuführen war.
Ab Februar 2006 war der Almera nur noch mit dem 1,5 l-Benzinmotor erhältlich.
Im Oktober 2006 wurde die Produktion des Nissan Almera endgültig eingestellt. Die Nachfolge des erfolgreichen, weil zuverlässigen Almera in Europa übernahm ab Anfang 2008 der Nissan Tiida, der bereits Ende 2004 in Japan auf den Markt kam.

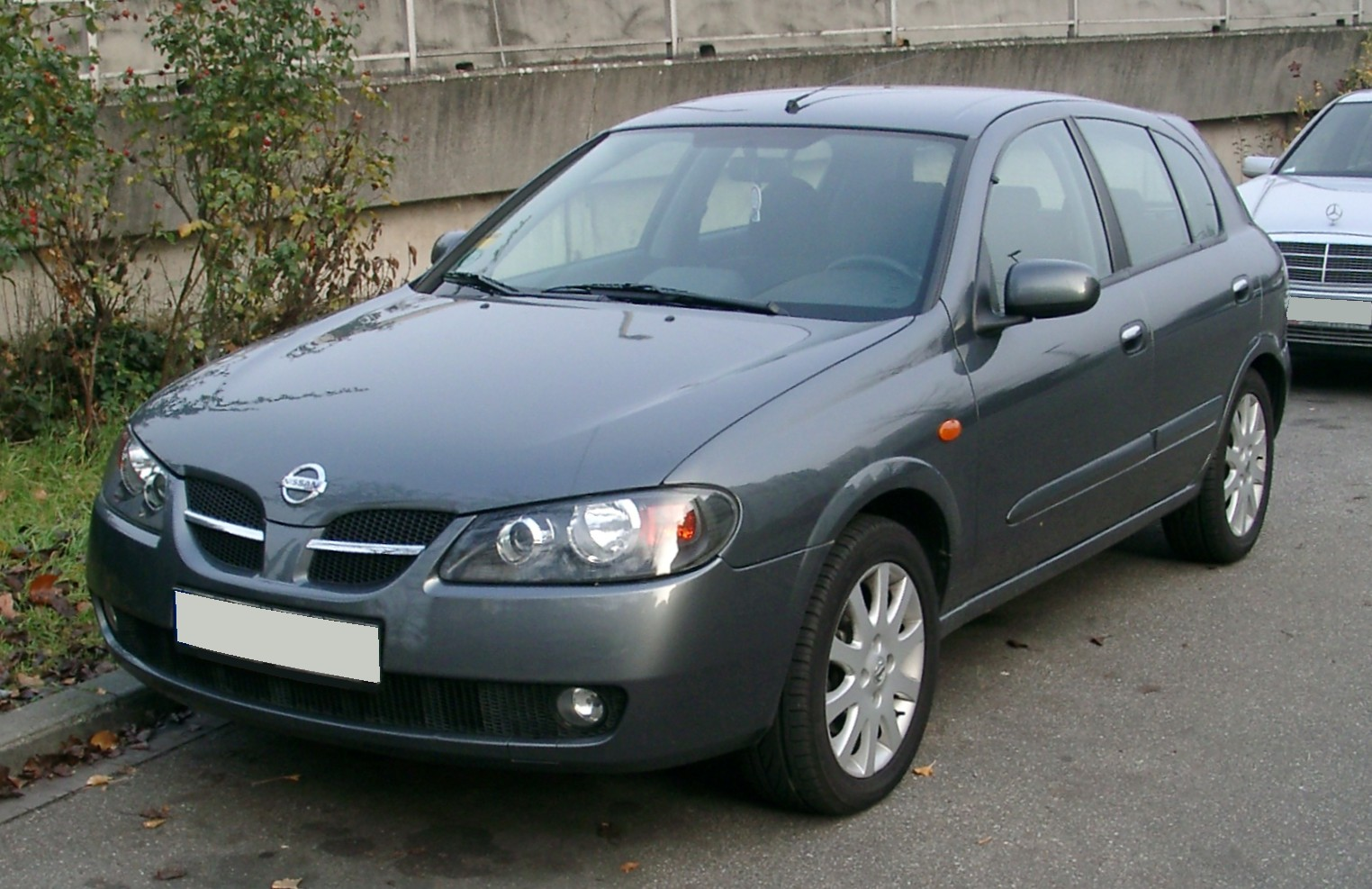
Nissan Almera Fünftürer (2002–2006)
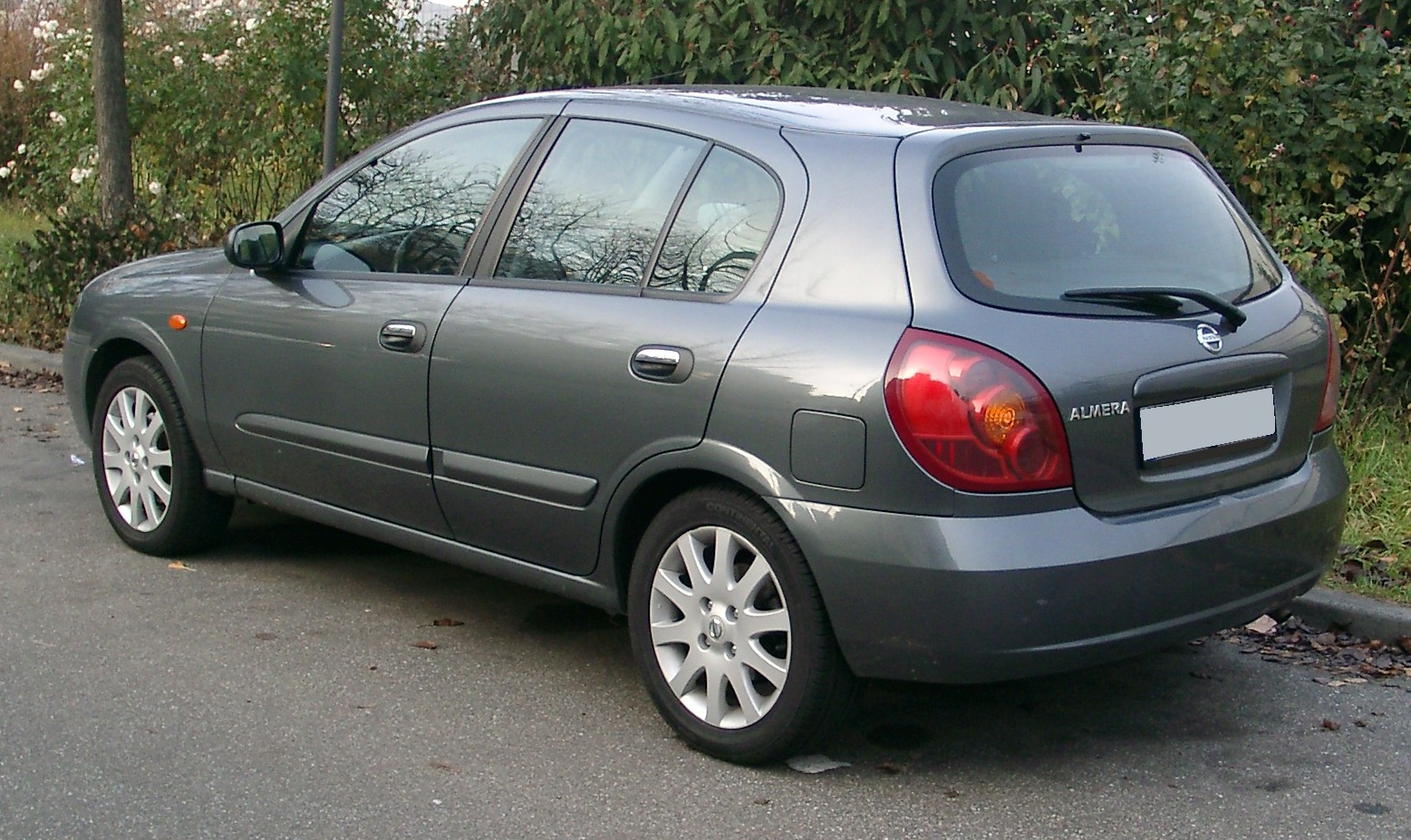
Heckansicht
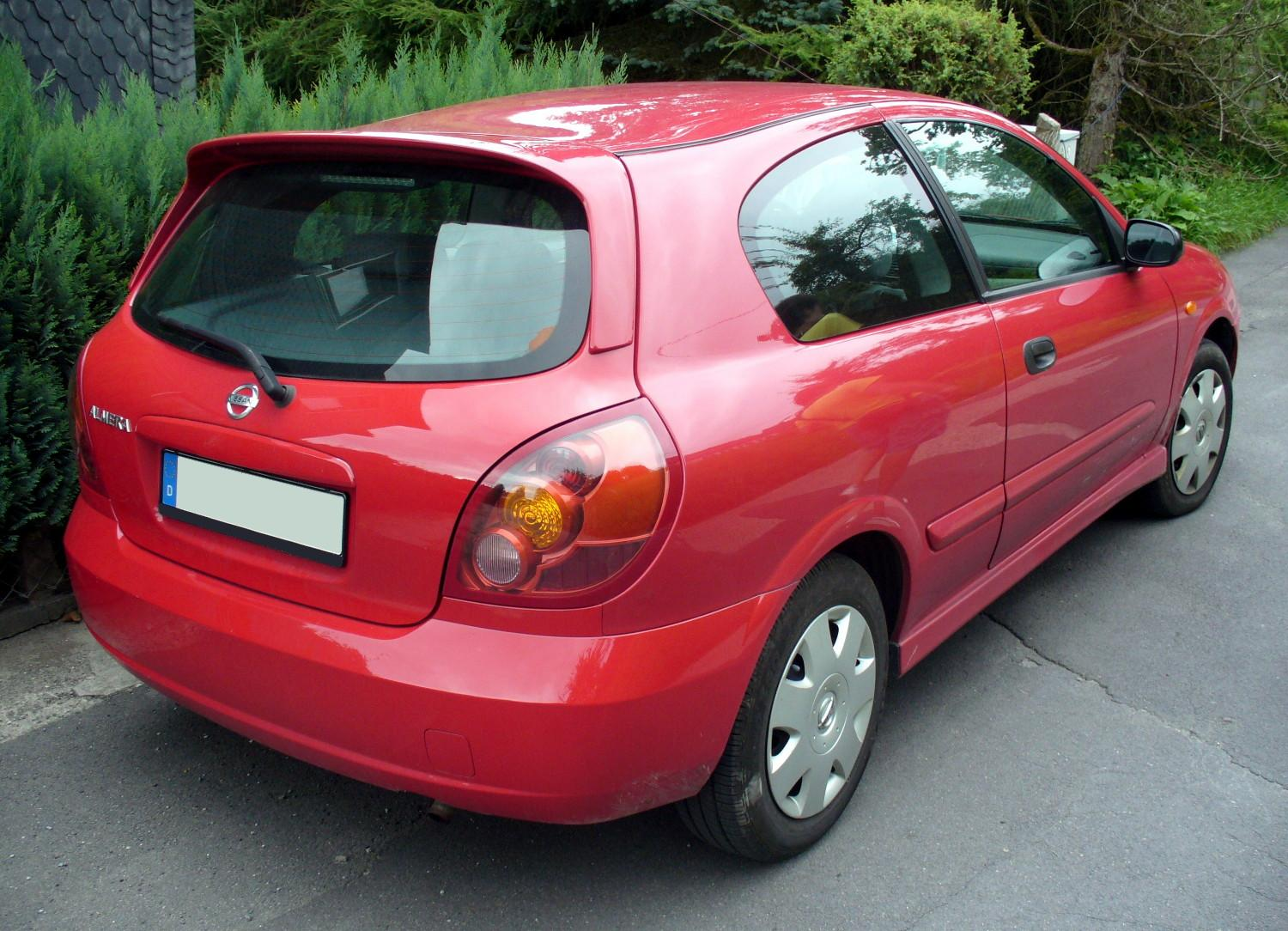
Nissan Almera Dreitürer (2002–2006)

### Technische Daten
|                                             | 1.5                   | 1.5                   | 1.8                        | 1.8                        | 1.5 dCi                    | 2.2 Di                     | 2.2 dCi                    | 2.2 dCi                    |
| Bauzeitraum                                 | 03/2000–09/2002       | 10/2002–10/2006       | 03/2000–09/2002            | 10/2002–02/2006            | 01/2003–02/2006            | 03/2000–09/2002            | 09/2003–02/2006            | 09/2003–02/2006            |
| Motorkenndaten                              |                       |                       |                            |                            |                            |                            |                            |                            |
| Motorkennung                                | QG15DE                | QG15DE                | QG18DE                     | QG18DE                     | K9K                        | YD22DDT                    | YD22DDTi                   | YD22DDTi                   |
| Motortyp                                    | R4-Ottomotor          | R4-Ottomotor          | R4-Ottomotor               | R4-Ottomotor               | R4-Dieselmotor             | R4-Dieselmotor             | R4-Dieselmotor             | R4-Dieselmotor             |
| Anzahl Ventile pro Zylinder                 | 4                     | 4                     | 4                          | 4                          | 2                          | 4                          | 4                          | 4                          |
| Ventilsteuerung                             | DOHC, Kette           | DOHC, Kette           | DOHC, Kette                | DOHC, Kette                | OHC, Zahnriemen            | DOHC, Kette                | DOHC, Kette                | DOHC, Kette                |
| Gemischaufbereitung                         | Saugrohreinspritzung  | Saugrohreinspritzung  | Saugrohreinspritzung       | Saugrohreinspritzung       | Common-Rail- Einspritzung  | Direkt- einspritzung       | Common-Rail-Einspritzung   | Common-Rail-Einspritzung   |
| Motoraufladung                              | –                     | –                     | –                          | –                          | Turbolader, Ladeluftkühler | Turbolader, Ladeluftkühler | Turbolader, Ladeluftkühler | Turbolader, Ladeluftkühler |
| Kühlung                                     | Wasserkühlung         | Wasserkühlung         | Wasserkühlung              | Wasserkühlung              | Wasserkühlung              | Wasserkühlung              | Wasserkühlung              | Wasserkühlung              |
| Bohrung × Hub                               | 73,6 mm × 88,0 mm     | 73,6 mm × 88,0 mm     | 80,0 mm × 88,0 mm          | 80,0 mm × 88,0 mm          | 76,0 mm × 80,5 mm          | 86,0 mm × 94,0 mm          | 86,0 mm × 94,0 mm          | 86,0 mm × 94,0 mm          |
| Hubraum                                     | 1498 cm³              | 1498 cm³              | 1769 cm³                   | 1769 cm³                   | 1461 cm³                   | 2184 cm³                   | 2184 cm³                   | 2184 cm³                   |
| Verdichtungsverhältnis                      | 9,9:1                 | 9,9:1                 | 9,5:1                      | 9,5:1                      | 18,3:1                     | 18,0:1                     | 16,7:1                     | 16,7:1                     |
| max. Leistung bei min−1                     | 66 kW (90 PS) /5600   | 72 kW (98 PS) /6000   | 84 kW (114 PS) /5600       | 85 kW (115 PS) /5600       | 60 kW (82 PS) /4000        | 81 kW (110 PS) /4000       | 82 kW (112 PS) /4000       | 100 kW (136 PS) /4000      |
| max. Drehmoment bei min−1                   | 128 Nm /2800          | 136 Nm /4000          | 158 Nm /2800               | 163 Nm /4000               | 185 Nm /1750               | 230 Nm /2000               | 248 Nm /2000               | 304 Nm /2000               |
| Kraftübertragung                            |                       |                       |                            |                            |                            |                            |                            |                            |
| Antrieb                                     | Vorderradantrieb      | Vorderradantrieb      | Vorderradantrieb           | Vorderradantrieb           | Vorderradantrieb           | Vorderradantrieb           | Vorderradantrieb           | Vorderradantrieb           |
| Getriebe, serienmäßig                       | 5-Gang-Schaltgetriebe | 5-Gang-Schaltgetriebe | 5-Gang-Schaltgetriebe      | 5-Gang-Schaltgetriebe      | 5-Gang-Schaltgetriebe      | 5-Gang-Schaltgetriebe      | 5-Gang-Schaltgetriebe      | 6-Gang-Schaltgetriebe      |
| Getriebe, optional                          | –                     | –                     | 4-Stufen-Automatikgetriebe | 4-Stufen-Automatikgetriebe | –                          | –                          | –                          | –                          |
| Messwerte                                   |                       |                       |                            |                            |                            |                            |                            |                            |
| Höchstgeschwindigkeit                       | 173 km/h              | 177 km/h              | 185 km/h (173 km/h)        | 186 km/h (176 km/h)        | 170 km/h                   | 185 km/h                   | 187 km/h                   | 200 km/h                   |
| Beschleunigung, 0–100 km/h                  | 13,8 s                | 13,1 s                | 11,1 s (12,8 s)            | 10,8 s (12,5 s)            | 14,4 s                     | 12,3 s                     | 11,4 s                     | 9,2 s                      |
| Kraftstoffverbrauch auf 100 km (kombiniert) | 6,6 l S               | 6,7 l S               | 7,5 l S (7,8 l S)          | 7,5 l S (7,8 l S)          | 4,8 l D                    | 5,7 l D                    | 5,9 l D                    | 5,9 l D                    |

- Die Verfügbarkeit der Motoren war von Modell, Ausstattung und Markt abhängig.

1. ↑  Werte in runden Klammern „( )“ für Automatikgetriebe

### B10 (2006–2010)
Im Jahr 2002 begann Renault Samsung Motors in Südkorea mit der Herstellung des Renault Samsung SM3, einem auf dem Nissan Bluebird Sylphy der Baureihe G10 und dem Nissan Almera der zweiten Generation basierenden Modell. Es wurde 2005 erneuert und ab April 2006 in der Ukraine und in Russland als Almera Classic, in Zentralamerika, Venezuela und Ecuador als Almera und im Mittleren Osten als Sunny verkauft. In Kolumbien, Mexiko, Libyen und Ägypten wurde das Modell unter der Marke Renault als Scala und in Chile von Samsung als SM3 angeboten.

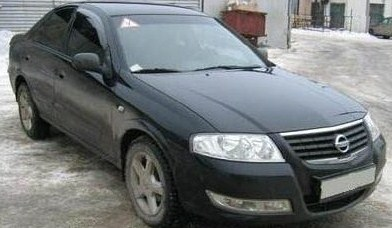
Nissan Almera (B10, 2006–2010)
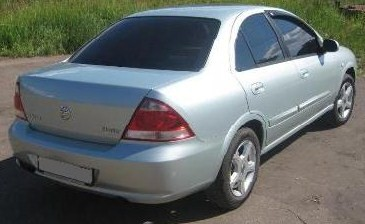
Nissan Almera (B10, 2006–2010)

## Almera (N17, 2011–2020)

### Modellpflege
Im Oktober 2011 brachte Nissan als sparsame Limousine ein neues Modell für das Eco-Car-Projekt in Thailand auf den Markt, der Almera genannt wurde. Das Auto ist eine überarbeitete Version des Nissan Latio N17, der auf der globalen V-Plattform des Unternehmens basiert. Er ist mit dem gleichen 1,2-Liter-Benzinmotor (HR12DE) wie der Nissan March ausgestattet und verfügt entweder über ein Fünfgang-Schaltgetriebe oder ein CVT-Getriebe. Der Name Almera wird auch in Malaysia, Australien, Indonesien, Singapur, Mauritius und Nigeria verwendet.
Im Jahr 2013 führte Nissan den Latio als Almera auf den Philippinen und in Malaysia ein.
Der Nissan Almera der dritten Generation wird derzeit auf einigen afrikanischen und asiatischen Märkten wie Ghana, Kenia, Nigeria, Südafrika in Afrika und Malaysia, Mauritius, Philippinen, Thailand in Asien und anderen asiatischen Ländern angeboten. Es sind ein 5-Gang-Schaltgetriebe und eine 4-Gang-Automatik erhältlich. Der Nissan Almera ist in dritter Generation nicht für den europäischen Markt erhältlich, beabsichtigt jedoch, zukünftig als Rivale des Nissan Altima in Nordamerika in Europa verkauft zu werden.

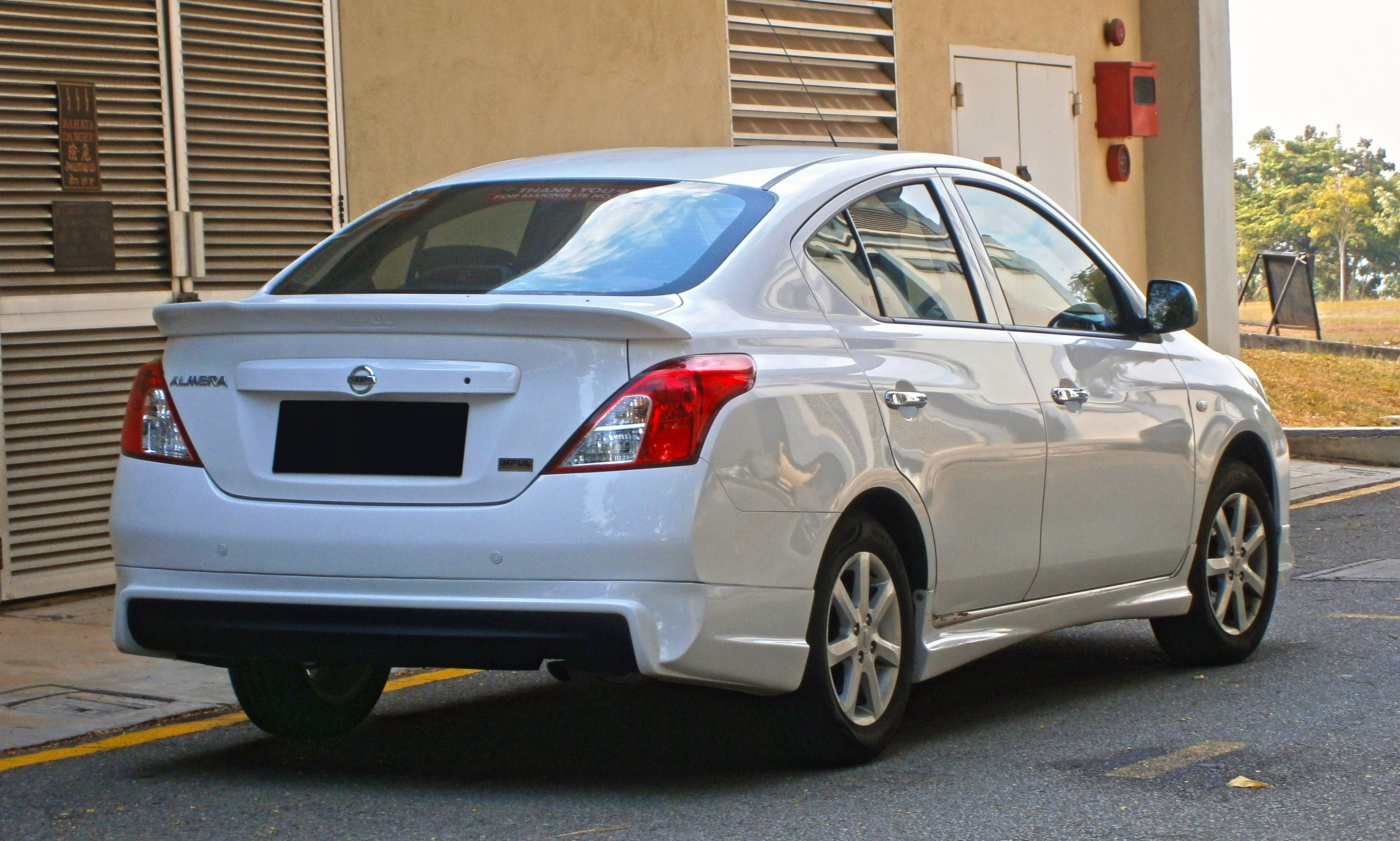
Nissan Almera (N17, 2011–2020)

### G11 (2012–2018)
In Russland basierte der neue Nissan Almera auf dem 2005 vorgestellten Nissan Bluebird Sylphy G11. Er feierte am 29. August 2012 auf dem Moscow International Automobile Salon Weltpremiere und verwendet dasselbe Design wie der Bluebird Sylphy und ein neu gestaltetes Armaturenbrett-Interieur aus der ersten Generation des Dacia Logan. Er verfügt über einen 1,6-Liter-Benzinmotor (75 kW) mit einem Fünfgang-Schaltgetriebe oder einer Vier-Gang-Automatik und wird seit Dezember 2012 lokal im AvtoVAZ-Werk hergestellt. Der Verkauf begann im April 2013 und wurde im Oktober 2018 eingestellt.

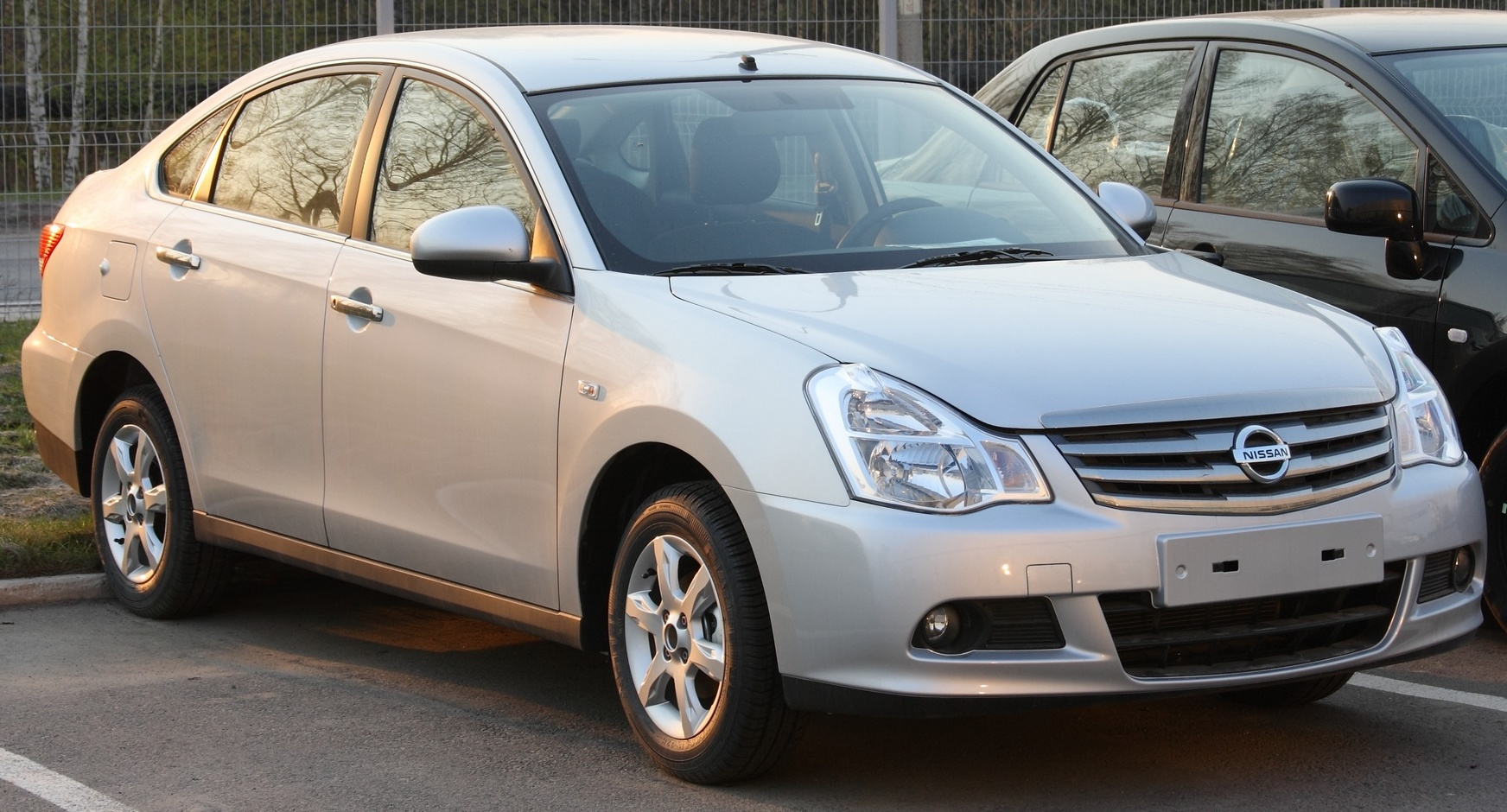
Nissan Almera (G11, 2012–2018)

## Almera (N18, seit 2019)
Die vierte Generation des Almera wurde am 12. April 2019 auf dem Rock the Ocean’s Tortuga Music Festival in Fort Lauderdale vorgestellt. Sie basiert wie ihre Vorgänger auf der Nissan V Plattform, welche sie sich mit der fünften Generation des Nissan Micra teilt. Eine überarbeitete Version debütierte am 15. Mai 2023.

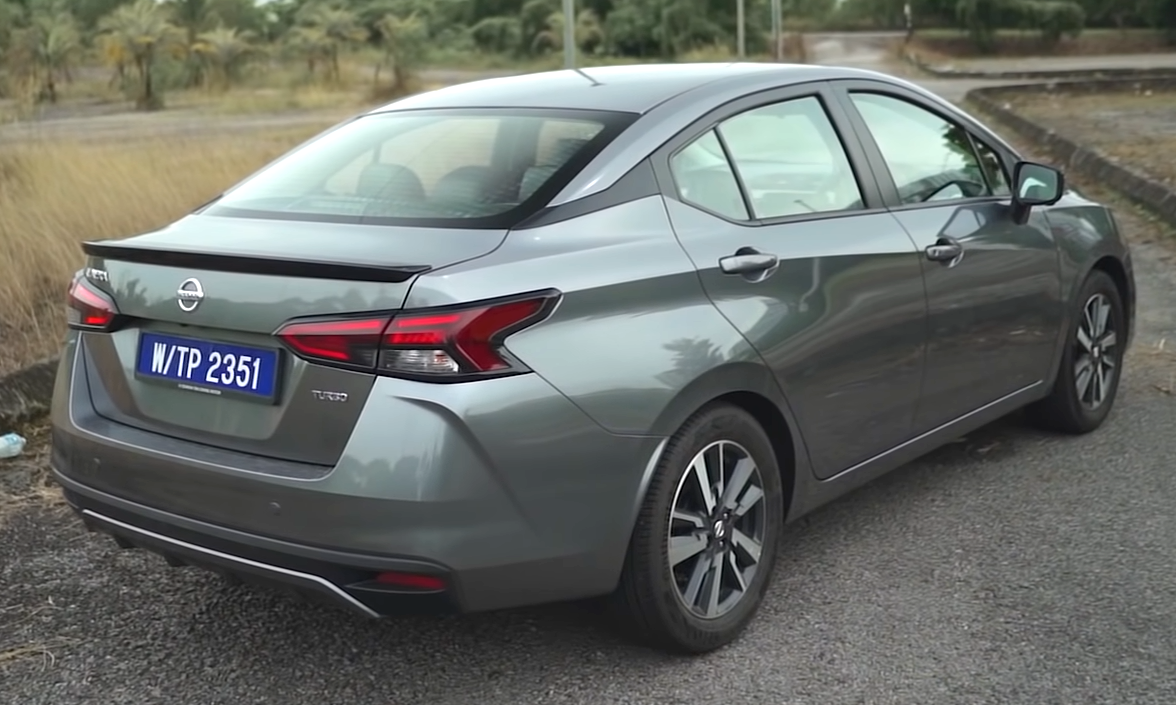
Heckansicht

## Trivia
In Großbritannien wurde 1996 ein sehr bekannter Werbespot für den Almera ausgestrahlt, der die Serie „Die Profis“ mit Lewis Collins und Martin Shaw parodierte.